# Санта-Мария-ин-Валичелла
Новая церковь Санта-Мария-ин-Валичелла (итал. Chiesa Nuova Santa Maria in Vallicella), также известная как Новая церковь (итал. Chiesa Nuova) — католическая церковь в Риме. Главная церковь конгрегации ораторианцев, в которой находится гробница её основателя — святого Филиппа Нери. Название «Валичелла» происходит от уменьшительного vallicella («маленькая долина, полянка»). Церковь расположена в самом центре Рима по адресу: Виа дель Говерно Веккьо, 134. Главный фасад церкви выходит на улицу Витторио Эммануэле (Corso Vittorio Emanuele II), образующую в этом месте небольшую площадь Пьяцца делла Кьеза Нуова (Piazza della Chiesa Nuova).

## История
Первая церковь на этом месте была построена в VI веке при папе Григории I. Церковь Рождества Девы Марии, связанная с приходом Сан-Лоренцо-ин-Дамазо, упоминается на этом месте с XIII века. В XIV—XVI веках церковь была известна под названием Санта-Мария-ин-Путео-альбо (Santa Maria in Puteo albo), по району, получившего своё наименование от древнего парапета колодца (puteale) из белого (albo) мрамора, находившегося возле близлежащей площади. Церковь имела три нефа, разделённых тремя колоннами с каждой стороны.
В церкви хранилось чудотворное изображение Мадонны — фреска XIV века. Существовало поверье, что в 1535 году изображение, поражённое камнем, истекло кровью, после чего стало объектом поклонения. В 1574 году фреска была отделена от стены, доверена настоятелю церкви и хранилась в сакристии. Позже фреска была помещена на главном алтаре Новой церкви. В 1575 году папа Григорий XIII официально признал конгрегацию ораторианцев, основанную Филиппом Нери, и выделил в её распоряжение эту церковь. Ораторианцы сразу же предприняли полную перестройку старой церкви, фактически построив на её месте новую, намного более обширную, что и привело к появлению именованию «Новая церковь». Храм строили в период 1575—1599 годов при поддержке кардинала Пьеро Донато Чези по проекту архитектора Маттео из Читта-ди-Кастелло. Церковь и её капеллы были украшены лепниной и полихромным мрамором по проекту Доменико Фонтана и Джованни Антонио Дозио, которых позднее, в 1586 году, сменил Мартино Лонги Старший. Неф был закончен в 1577 году, в 1599 году церковь была освящена. Работы над фасадом начались в 1594 году по проекту Фаусто Руджези и закончились после перерыва между 1598 и 1603 годами в 1605 году. В церкви до сих пор сохранилась геральдика семьи Чези.
Церковь с прилегающим Ораторио-дей-Филиппини ранее выходила на небольшую огороженную площадь, которая значительно уменьшилась после открытия Корсо Витторио Эмануэле в 1885 году. На нынешнем пространстве находится памятник драматургу Пьетро Метастазио и фонтан Террина, который переехал сюда из Кампо деи Фиори.
В 2006 году в церкви были проведены комплексные реставрационные работы.

## Архитектура и интерьер
Церковь Санта-Мария-ин-Валичелла в плане имеет вид латинского креста согласно постановлениям Тридентского собора и один обширный неф с боковыми капеллами. Фасад оформлен в традициях римского барокко, или стиля иезуитов, по образцу римской церкви этого ордена Иль-Джезу: симметрия, два яруса со сдвоенными полуколоннами и пилястрами коринфского ордера, сочетание лучкового (на первом ярусе) и венчающего постройку треугольного фронтонов. По сторонам — волюты, придающие пластичность переходу от нижнего яруса к верхнему. Латинская надпись на фризе увековечивает покровителя: «Angelus Caesius, episc[opus] tudertinus fecit anno Dom[ini] MDCV». Центральный портал, больший по размеру, чем два боковых, увенчан арочным тимпаном, в котором находится статуя «Мадонны Валичеллиана». Надписи над тремя порталами прославляют двух небесных покровителей церкви: Мадонну и святого Григория Великого, а также имеются стихи библейской «Песни песней», относящиеся к чуду Непорочного зачатия (tota pulchra es amica mea et macula non est in te). В нишах второго яруса находятся статуи святых Григория Великого и Иеронима (Сан-Джироламо) работы Джованни Антонио Паракка.
Купол церкви был изменён в 1650 году архитектором Пьетро да Кортона, который добавил лантерну — световой фонарь, чтобы обеспечить лучшее освещение интерьера. Купол оригинальной конструкции покоится непосредственно на пандативах («парусах») без барабана.
Стены нефа и трансепта украшены многими художественными произведениями, созданными в основном в период с 1620 по 1690 год, включая шедевры некоторых ведущих художников тех десятилетий в Риме.
Скиния алтаря из позолоченной бронзы с фигурами ангелов была изготовлена в 1672 году Чиро Ферри. Алтарные образы писал Федерико Бароччи, плафон нефа расписал Пьетро да Кортона. Фреска свода нефа «Чудо Мадонны делла Валичелла» (явление Мадонны святому Филиппо Нери в 1576 году во время строительства первого храма: Она поддержала ненадёжную балку) была выполнена им в 1664—1665 годах. Фреска помещена в сложно-профилированную деревянную золочёную раму наподобие «вставной картины» (quadro riportato), и относится к «венецианскому типу» перспективных изображений «снизу вверх, под потолок» (pittura di sotto in su) с эффектами ракурсных сокращений. Скульпторы Козимо Фанчелли и Эрколе Феррата, ученики выдающегося мастера римского барокко Джанлоренцо Бернини, выполнили украшения свода вокруг картины с тщательно продуманной белой и позолоченной лепниной, включающей фигуративные, геометрические и натуралистические элементы, а в трансепте аллегорические фигуры Веры и Надежды (в левом трансепте) и Милосердия и Религии (в правом).
Стены нефа и трансепта, а также потолок пресбитерия украшены фресками и картинами. По сторонам центрального нефа, над арками, ведущими в боковые нефы, и на контрфасаде храма размещены пятнадцать овальных картин в позолоченных рамах, выполненных между 1697 и 1700 годами на тему «Спасения человечества через эпизоды Ветхого и Нового Завета» работы художников Ладзаро Бальди, Джузеппе Гецци, Даниэле Сейтера, Джузеппе Пассери и Доменико Пароди.
Роспись купола с композицией «Торжество Пресвятой Троицы» (Trionfo della Trinità) осуществил Пьетро да Кортона (1647—1651). Образы ветхозаветных пророков «Исайи», «Иеремии», «Даниила» и «Иезекииля» на четырёх парусах были написаны им же в 1655—1656 и 1659—1660 годах вместе с фреской «Вознесение Девы» (Аssumptiо della Vergine) в конхе апсиды.
Многие произведения искусства находятся в малых алтарях капелл и в трансепте. В левой части церкви расположена капелла святого Филиппа Нери. Надгробие святого декорировано позолоченной бронзой и мрамором с инкрустациями перламутром. В сакристии установлена скульптура «Святой Филипп и ангел» работы Алессандро Альгарди (1640). Первый запрестольный образ справа — «Распятие» написал Шипьоне Пульцоне, фреска плафона написана Джованни Ланфранко. Третий запрестольный образ — «Вознесение» Джироламо Муциано, четвёртый — «Сошествие Святого Духа на апостолов» Джованни Мария Моранди; пятый — «Вознесение Девы» Джованни Черрини. В трансепте находится картина «Коронование Марии» Джузеппе Чезаре, который также написал первый запрестольный образ («Представление в храме») справа.

## Произведения искусства в церкви
- Главный фасад
- Центральный неф
- Пьетро да Кортона. Фреска свода нефа «Чудо Мадонны делла Валичелла». 1664—1665
- Пьетро да Кортона. Торжество Пресвятой Троицы. Роспись купола
- Фреска плафона «Вознесение святого Филиппа Нери»
- Пьетро да Кортона. Вознесение Девы (Аssumptiо della Vergine). Роспись конхи апсиды. 1659—1660
- Ш. Пульцоне. Распятие. Капелла Распятия. 1586
- Дж. Д. Черрини. Вознесение Девы

## История алтаря. Караваджо и Рубенс
6 сентября 1604 года в алтаре Капеллы делла Пьета (Оплакивания) церкви (в то время церковь «Кьеза Нуова») была установлена большая картина Караваджо «Положение во гроб» (300×203, 1603—1604). Известно, что художник посещал храм Санта-Мария-ин-Валичелла задолго до этого заказа — вскоре после переезда в Рим в 1592 году он однажды упал здесь в голодный обморок. Картина к тому времени уже знаменитого художника была отвергнута официальными представителями церкви и вскоре была убрана в подвал (к тому моменту Караваджо уже покинул Рим), где затем хранилась более двух веков. Картина была увезена французами в 1797 году и заменена копией Микеле Кока, а после возвращения оригинала его поместили в Ватикан. В наше время это произведение находится в Ватиканской пинакотеке, а в церкви размещена копия.
На главном алтаре, построенном между 1596 и 1599 годами, изначально должен был находиться запрестольный образ с «Рождеством» работы Федерико Бароччи, который так и не был выполнен. Чтобы морально возместить неудачу Караваджо и Бароччи, был сделан заказ молодому фламандскому художнику Питеру Паулю Рубенсу, находившемуся в то время в Риме. Три картины центральной апсиды «Святые Григорий, Мавр и Папий» (слева от алтаря), «Мадонна с Младенцем и Ангелы» (в центре) и «Святые Домитилла, Нерей и Ахиллес Римский» (справа) были выполнены им в 1608 году. Картины написаны на сланцевых пластинах. Центральная часть закрыта картиной на меди, также написанной Рубенсом с образом «Благословляющей Мадонны с Младенцем», которую можно поднять с помощью системы веревок и шкивов, чтобы открыть чудотворный образ Мадонны делла Валичелла.
В 1920-х годах XX века в правой части трансепта была помещена деревянная кафедра, спроектированная для монастыря Франческо Борромини (1638—1642).
К церкви вплотную примыкает здание Ораторио-дей-Филиппини, выдающийся памятник архитектуры римского барокко, фасад которого создан по проекту Ф. Борромини.
- Караваджо. Положение во гроб. 1602–1603. Пинакотека, Ватикан
- Главный алтарь
- Главный алтарь. Картины Рубенса. 1606—1608
- П. П. Рубенс. Святой Григорий, Папий и Мавр
- П. П. Рубенс. Мадонна делла Валичелла
- П. П. Рубенс. Святые Флавия Домитилла, Нерей и Ахиллес Римский
- П. П. Рубенс. Святые Григорий, Мавр, Папий; Святая Домитилла со святыми Нереем и Ахиллесом Римским поклоняются чудотворному образу Мадонны Валичелла. Вариант картины. 1607. Гренобль, Франция

## Титулярная церковь
Церковь Санта-Мария-ин-Валичелла является титулярной церковью, кардиналом-священником с титулярной церковью Санта-Мария-ин-Валичелла с 14 февраля 2015 года, является испанский кардинал Рикардо Бласкес Перес.